# Stilpnaroma
Stilpnaroma é um gênero de traça pertencente à família Arctiidae.